# Nacton
Nacton is een plaats en civil parish in het bestuurlijke gebied Suffolk Coastal, in het Engelse graafschap Suffolk.